# Richard Carlton
Richard Carlton (1558 circa – 1638) è stato un compositore inglese.

## Biografia
Si laureò al Clare College di Cambridge nel 1577 e fu per lungo tempo maestro del coro alla Cattedrale di Norwich. Egli è principalmente noto per i suoi madrigali e fu contemporaneo di John Wilbye. Uno dei suoi pezzi figura nella collezione di madrigali The Triumphs of Oriana pubblicata a Londra nel 1601.